# Ingrid Pabinger-Fasching
Ingrid Pabinger-Fasching (* 6. září 1956 Linec, Horní Rakousko) je rakouská lékařka a vědkyně.

## Životopis
Po maturitě na gymnáziu v Linci studovala na univerzitě ve Vídni medicínu a po ukončení studia nastoupila na univerzitní lékařskou kliniku. Habilitovala v roce 1991 na univerzitě ve Vídni v oboru vnitřního lékařství se zaměřením na hemostázi. Její výzkum se zaměřuje na hemofilii, předpoklady a rizikové faktory žilní trombózy a plicní embolie a idiopatické trombocytopenické purpury. Během studia absolvovala několik pobytů ve výzkumné laboratoři Rogiera M. Bertina v Leidenu.
Je profesorkou při MUV a zástupce vedoucího oddělení hematologie a krevní koagulace a vedoucí koagulační ambulance Allgemeines Krankenhaus der Stadt Wien.
Od roku 2007 do roku 2011 byla předsedou německo-rakousko-švýcarské společnosti pro trombózu a zástavy krvácení a od roku 2010 je v senátu Lékařské univerzity ve Vídni.